# Sowjetsk (Schiff)
Die Sowjetsk (russisch Советск) ist eine Korvette des Projekt 22800 (Karakurt-Klasse). Die Kiellegung (als Taifun) fand im Dezember 2015 statt, das Schiff wurde 2018 an die russische Marine ausgeliefert.

## Daten
Das Schiff ist 65 Meter lang und 10 Meter breit. Die Sowjetsk weist einen Tiefgang von bis zu 4 Metern und einer Verdrängung von 800 Tonnen auf. Sie kann bis zu 15 Tage autonom operieren. Die Bewaffnung besteht hauptsächlich aus acht Kalibr-Marschflugkörpern.

## Geschichte
Die Sowjetsk wurde im Dezember 2015 auf Kiel gelegt und am 12. Oktober 2019 in Dienst gestellt.